# Коэн-Мегури, Хаим
Хаим Коэн-Мегури (ивр. חיים כהן-מגורי‎; род. 1 апреля 1913 года, Йемен — 10 июня 2000 года, Израиль) — израильский политик, депутат кнессета первых семи созывов от движения «Херут», а затем от блока «ГАХАЛ».

## Биография
Хаим Коэн-Мегури родился в еврейской семье в Йемене. В 1921 году репатриировался в Палестину. В 1927 году вступил в «Бейтар», а в 1935 году в Иргун. Учился в гимназии «Бальфур», Тель-Авив.
После создания государства был избран в кнессет 1-го созыва от движения «Херут», работал в комиссии кнессета, комиссии по услугам населению и комиссии по труду. На выборах в кнессет 2-го созыва Коэн-Мегури потерял своё место в кнессете, однако в 1953 году сменил Арье Бен-Элиэзера в парламенте. Вошел в состав комиссии по труду и комиссии по внутренним делам. Должности в этих комиссиях сохранил и в кнессете 3-го созыва.
В 1959 году вновь был избран в кнессет (4 созыв), вошел в состав комиссии по образованию и культуре, комиссии по услугам населению и комиссии по труду. В кнессете пятого созыва, в дополнение к имеющимся постам, получил место в комиссии по экономике.
В 1965 году был в последний раз избран в кнессет, на этот раз от блока ГАХАЛ. Был членом комиссий по экономике, комиссии по внутренним делам, комиссии по труду и комиссии кнессета.
Входил в состав руководства и центрального комитета движения «Херут». Был членом городского совета и совета по делам религий Нетании. Умер в 2000 году в возрасте 87 лет.